# Coppa del Mondo di slittino su pista naturale 2014
La Coppa del Mondo di slittino su pista naturale 2013-14, ventiduesima edizione della manifestazione organizzata dalla Federazione Internazionale Slittino, ebbe inizio il 20 dicembre 2013 a Novoural'sk, in Russia, e si concluse il 19 febbraio 2014 a Vatra Dornei, in Romania. Furono disputate diciotto gare, sei nel singolo uomini, nel singolo donne e nel doppio, in altrettante differenti località.

## Risultati
| Data             | Località         | Nazione | Specialità       | Primi classificati                      | Secondi classificati               | Terzi classificati                                |
| ---------------- | ---------------- | ------- | ---------------- | --------------------------------------- | ---------------------------------- | ------------------------------------------------- |
| 22 dicembre 2013 | Novoural'sk      | Russia  | Donne – Singolo  | Ekaterina Lavrent'eva Russia            | Tina Unterberger Austria           | Evelin Lanthaler Italia                           |
| 22 dicembre 2013 | Novoural'sk      | Russia  | Uomini – Singolo | Patrick Pigneter Italia                 | Michael Scheikl Austria            | Alex Gruber Italia                                |
| 21 dicembre 2013 | Novoural'sk      | Russia  | Doppio           | Christian Schopf Andreas Schopf Austria | Aleksandr Egorov Pëtr Popov Russia | Patrick Pigneter Florian Clara Italia             |
| 5 gennaio 2014   | Alpe di Siusi    | Italia  | Donne – Singolo  | Carmen Planötscher Italia               | Tina Unterberger Austria           | Ljudmila Aksenenko Russia                         |
| 5 gennaio 2014   | Alpe di Siusi    | Italia  | Uomini – Singolo | Thomas Kammerlander Austria             | Michael Scheikl Austria            | Florian Breitenberger Italia                      |
| 4 gennaio 2014   | Alpe di Siusi    | Italia  | Doppio           | Patrick Pigneter Florian Clara Italia   | Aleksandr Egorov Pëtr Popov Russia | Christoph Regensburger Dominik Holzknecht Austria |
| 12 gennaio 2014  | Moso in Passiria | Italia  | Donne – Singolo  | Ekaterina Lavrent'eva Russia            | Greta Pinggera Italia              | Evelin Lanthaler Italia                           |
| 12 gennaio 2014  | Moso in Passiria | Italia  | Uomini – Singolo | Patrick Pigneter Italia                 | Thomas Kammerlander Austria        | Michael Scheikl Austria                           |
| 11 gennaio 2014  | Moso in Passiria | Italia  | Doppio           | Patrick Pigneter Florian Clara Italia   | Pavel Poršnev Ivan Lazarev Russia  | Aleksandr Egorov Pëtr Popov Russia                |
| 17 gennaio 2014  | Umhausen         | Austria | Doppio           | Patrick Pigneter Florian Clara Italia   | Pavel Poršnev Ivan Lazarev Russia  | Aleksandr Egorov Pëtr Popov Russia                |
| 18 gennaio 2014  | Umhausen         | Austria | Uomini - Singolo | Patrick Pigneter Italia                 | Thomas Kammerlander Austria        | Alex Gruber Italia                                |
| 18 gennaio 2014  | Umhausen         | Austria | Donne - Singolo  | Ekaterina Lavrent'eva Russia            | Melanie Schwarz Italia             | Tina Unterberger Austria                          |
| 25 gennaio 2014  | Valdaora         | Italia  | Doppio           | Patrick Pigneter Florian Clara Italia   | Pavel Poršnev Ivan Lazarev Russia  | Aleksandr Egorov Pëtr Popov Russia                |
| 26 gennaio 2014  | Valdaora         | Italia  | Uomini - Singolo | Patrick Pigneter Italia                 | Michael Scheikl Austria            | Thomas Kammerlander Austria                       |
| 26 gennaio 2014  | Valdaora         | Italia  | Donne - Singolo  | Evelin Lanthaler Italia                 | Ekaterina Lavrent'eva Russia       | Greta Pinggera Italia                             |
| 18 febbraio 2014 | Vatra Dornei     | Romania | Doppio           | Patrick Pigneter Florian Clara Italia   | Aleksandr Egorov Pëtr Popov Russia | Christian Schopf Andreas Schopf Austria           |
| 18 febbraio 2014 | Vatra Dornei     | Romania | Uomini - Singolo | Thomas Kammerlander Austria             | Patrick Pigneter Italia            | Florian Breitenberger Italia                      |
| 18 febbraio 2014 | Vatra Dornei     | Romania | Donne - Singolo  | Evelin Lanthaler Italia                 | Ekaterina Lavrent'eva Russia       | Greta Pinggera Italia                             |

## Classifiche

### Singolo uomini
| Pos. | Nome                  | Nazione | NOV | SIU | MOS | UMH | VAL | VAT | Totale |
| ---- | --------------------- | ------- | --- | --- | --- | --- | --- | --- | ------ |
| 1    | Patrick Pigneter      | Italia  | 1   | 4   | 1   | 1   | 1   | 2   | 545    |
| 2    | Thomas Kammerlander   | Austria | 4   | 1   | 2   | 2   | 3   | 1   | 500    |
| 3    | Michael Scheikl       | Austria | 2   | 2   | 3   | 9   | 2   | 4   | 424    |
| 4    | Florian Breitenberger | Italia  | -   | 3   | 4   | 26  | 5   | 3   | 270    |
| 5    | Stanislav Kovšik      | Russia  | 6   | 17  | 10  | 7   | 8   | 5   | 253    |
| 6    | Aleksandr Egorov      | Russia  | 6   | 6   | 12  | 12  | 9   | 7   | 241    |
| 7    | Alex Gruber           | Italia  | 3   | 9   | 5   | 3   | -   | -   | 234    |
| 8    | Jurij Talich          | Russia  | 9   | 14  | 7   | 12  | 6   | 11  | 229    |
| 9    | Grigorij Bukin        | Russia  | 8   | 10  | 13  | 15  | 7   | 13  | 210    |
| 10   | Bernd Neurauter       | Austria | -   | 5   | 9   | 10  | 12  | 10  | 198    |

### Singolo donne
| Pos. | Nome                  | Nazione  | NOV | SIU | MOS | UMH | VAL | VAT | Totale |
| ---- | --------------------- | -------- | --- | --- | --- | --- | --- | --- | ------ |
| 1    | Ekaterina Lavrent'eva | Russia   | 1   | 5   | 1   | 1   | 2   | 2   | 525    |
| 2    | Evelin Lanthaler      | Italia   | 3   | 9   | 3   | 4   | 1   | 1   | 439    |
| 3    | Tina Unterberger      | Austria  | 2   | 2   | 5   | 3   | 5   | 5   | 405    |
| 4    | Ljudmila Aksenenko    | Russia   | 4   | 3   | 9   | 5   | 8   | 10  | 302    |
| 5    | Carmen Planötscher    | Italia   | -   | 1   | 4   | 14  | 4   | 6   | 298    |
| 6    | Greta Pinggera        | Italia   | -   | 10  | 2   | 18  | 3   | 3   | 284    |
| 7    | Christina Götschl     | Austria  | 5   | 11  | 11  | 7   | 7   | 9   | 254    |
| 8    | Petra Dragicevic      | Slovenia | 6   | 12  | 13  | 10  | 12  | 10  | 216    |
| 8    | Maria Auer            | Austria  | -   | 6   | 7   | 17  | 10  | 4   | 216    |
| 10   | Theresa Maurer        | Germania | -   | 7   | 6   | 9   | 11  | 7   | 215    |

### Doppio
| Pos. | Nome                                         | Nazione | NOV | SIU | MOS | UMH | VAL | VAT | Totale |
| ---- | -------------------------------------------- | ------- | --- | --- | --- | --- | --- | --- | ------ |
| 1    | Patrick Pigneter Florian Clara               | Italia  | 3   | 1   | 1   | 1   | 1   | 1   | 570    |
| 2    | Aleksandr Egorov Pëtr Popov                  | Russia  | 2   | 2   | 3   | 3   | 3   | 2   | 465    |
| 3    | Pavel Poršnev Ivan Lazarev                   | Russia  | 5   | 4   | 2   | 2   | 2   | 5   | 425    |
| 4    | Christian Schopf Andreas Schopf              | Austria | 1   | 5   | 5   | 4   | 4   | 3   | 400    |
| 5    | Christoph Regensburger Dominik Holzknecht    | Austria | 14  | 3   | 4   | 5   | 6   | 4   | 323    |
| 6    | Andrzej Laszczak Damian Waniczek             | Polonia | -   | 7   | 6   | 6   | 5   | 6   | 251    |
| 7    | Muhammet Elmin Dellabasi Muhammet Sait Ozcan | Turchia | 8   | 13  | 9   | 11  | 12  | 8   | 219    |
| 8    | Bogdan Morosan Gabriel Candrea               | Romania | 7   | 12  | 10  | 9   | -   | 10  | 189    |
| 9    | Pavel Silin Ivan Rodin                       | Russia  | 13  | 10  | 13  | 14  | 14  | 13  | 180    |
| 10   | Stanislav Kovšik Il'ja Tarasov               | Russia  | 14  | 10  | 14  | 13  | 13  | 14  | 177    |

### Coppa nazioni
| Pos. | Nazione     | NOV | SIU | MOS | UMH | VAL | VAT | Totale |
| ---- | ----------- | --- | --- | --- | --- | --- | --- | ------ |
| 1    | Italia      | 450 | 548 | 796 | 748 | 733 | 791 | 4066   |
| 2    | Russia      | 733 | 580 | 652 | 671 | 703 | 676 | 4015   |
| 3    | Austria     | 613 | 621 | 646 | 694 | 609 | 686 | 3869   |
| 4    | Germania    | 78  | 249 | 307 | 291 | 278 | 164 | 1367   |
| 5    | Turchia     | 279 | 100 | 164 | 157 | 165 | 228 | 1093   |
| 6    | Polonia     | 28  | 152 | 212 | 193 | 205 | 177 | 967    |
| 7    | Ucraina     | 95  | 94  | 140 | 136 | 141 | 148 | 754    |
| 8    | Romania     | 159 | 65  | 108 | 114 | -   | 137 | 583    |
| 9    | Slovenia    | 126 | 104 | 37  | 37  | 67  | 93  | 464    |
| 10   | Stati Uniti | -   | 66  | 118 | 123 | 124 | 20  | 451    |